# Гвардія (мінісеріал)
«Гвардія» — український військово-драматичний мінісеріал телеканалу «2+2». Зйомки проходили у Василькові Київської області на базі військової частини. Картина вийшла у прокат в Україні та Польщі. Прем'єра першого сезону, який складався з 4 серій, відбулася 23 травня 2015 на телеканалі «2+2». Прем'єра другого сезону, який складався з 2 серій, відбулася 14 жовтня 2017 на телеканалі «2+2».
Через конфлікт правовласників з запланованих 12-и серій «Гвардії» вироблено було лише 6.

## Синопсис
Події серіалу починаються під час Євромайдану, де герої опинилися по різні боки барикад: один — офіцер внутрішніх військ, інші — протестувальники, а коли почалась російська інтервенція в Україну, колишні противники опинилися в Нацгвардії. Різна, а подекуди конфліктна молодь має пройти школу справжнього бійця. Чи зможуть кадрові військові та новобранці, які ще вчора були «ворогами», стати єдиною командою, здатною захистити свою країну?

## У ролях

### Головні ролі
- Оксана Григорівна — Оксана Григорівна на мопеді;
- Олексій Горбунов — Дід;
- Ахтем Сеїтаблаєв — Татарин;
- Дмитро Ступка — Дюк;
- Денис Мартинов — Борис;
- Денис Гранчак — Сотник;
- Дмитро Тубольцев — Вуйко;
- Богдан Юсипчук — Лейтенант;
- Ганна Топчій — Ната;
- Вікторія Токманенко — Мариля;
- Костянтин Шафоренко — Комбат (Душман);
- Римма Зюбіна — Жанна, мама Дюка;
- Вано Янтбелідзе — Гурам;
- Дмитро Суржиков — Бізнесмен;
- Сергій Солопай — Сергій;
- Юрій Кудрявець — Доброволець;
- Ярослав Ігнатенко — Рудий;
- Дмитро Печенов — Гриша Кочубей;
- Анна Артем'єва — Тетяна Кочубей;
- Тетяна Печенкіна — Мати Бориса;
- Ігор Антонов — Гена;
- Сергій Бржестовський — Отець Сергій;
- Оксана Малашенкова — Жінка з дитиною;
- Геннадій Попенко — Завгосп;
- Марта Янкелевська — Донька Татарина;
- Діана Горда — Дружина Татарина;
- Сергій Стрельцов — Інструктор;
- Марічка Шапарєва — Донька добровольця;
- Тетяна Воробйова — Дружина добровольця;
- Ігор Шкурин — Офіцер ГРУ;
- Антон Маляр — Колорад;
- Максим Паньків — Бабайка;
- Лариса Трояновська — Семенівна;
- Олексій Шапарєв — Льоха Плафон;
- Ірина Тамім — Медсестра.

### В епізодах
Тетяна Зеленська, Олександр Ільєнко, Михайло Крят, Анатолій Приймак, Сергій Савенков, Іван Сєкач, Віктор Щур, Лариса Трояновська.

### Волонтери
Юрій Тира, Василь Вороновський, Тетяна Майборська.

## Творча група
- Автор сценарію: Микола Рибалка
- Режисер-постановник: Олексій Шапарєв
- Оператор-постановник: Анатолій Химич
- Художник-постановник: Сергій Бржестовський
- Режисер монтажу: Віктор Маляренко
- Режисер: Сергій Корнієнко
- Асистент режисера: Дмитро Бєлобров
- Редактор: Ярослава Головко
- Кастинг-менеджер: Оксана Мартинюк
- Асистент по акторах: Ірина Тамім
- Оператори: Олександр Борздуха, Олександр Химич
- Фокуспулер: Кирило Шлямін
- Звукорежисер: Олексій Ситник
- Плейбек: Олексій Дейнега
- Гафер: Анатолій Божок
- Освітлювачі: Владислав Савченко, Олександр Дідусь
- Чіфелектрик: Євген Бабич
- Кейгрип: Юрій Кисіль
- Художник по костюмах: Світлана Дзюбенко
- Асистент художника по костюмах: Яна Заугольнікова
- Костюмери: Олександра Пелипейко, Ольга Урупа
- Художник по гриму: Анастасія Сутягіна
- Гримери: Любов Колпачова, Юлія Лудан
- Декоратор: Максим Горбик
- Постановники: Валерій Пігура, Віталій Арсенов, Роман Щелучков
- Реквізитор: Станіслав Шапран
- Асистент реквізитора: Сергій Кравченко
- Постановник трюків: Олександр Філатов
- Каскадери: Ігор Бершадський, Олег Бершадський, Роман Коржук
- Водій: Сергій Дяченко
- Груповод: Ігор Шанюк
- Кейтеринг: Ірина Іванова
- Адміністратор: Ігор Ролль
- Асистенти: Іраклій Пазенко, Катерина Чернолуцька
- Головний адміністратор: Дмитро Ковальов
- Знімальна техніка: «Because Film Rental» (директор: Анатолій Крапівін, лінійний продюсер: Ірмас Яшенкова, інженер камери: Роман Левчук)
- Аерозйомка: «Because Aerail Video» (директор: Сергій Скоморохов, пілоти: Богдан Какора, Євген Кочетов)
- Освітлювальне обладнання: «FRESH Production Group» (директор: Олександр Чернявський)
- Постпродакшн: «Президент Фільм Україна»
- Монтаж, підбір футажів: Максим Лінецький, Ганна Белінська
- Звукорежисер: Валентин Тимощенко
- Інженери монтажу: Олексій Шамін, Руслан Красний
- Дизайн титрів і комп'ютерна графіка: Віктор Романюк
- Колоризація: Аліна Борщова, Олексій Шамін
- Дизайн, поліграфія: Сергій Скиба
- Фотограф: Олександра Михайліченко
- Адміністратор: Ольга Килівник
- Лінійний продюсер: Яніна Суліма
- Виконавчий продюсер: Олександра Москалюк
- Продюсери «2+2»: Олеся Пазенко, Оксана Янко-Коваленко, Вадим Шешич
- Продюсери «Президент Фільм Україна»: Тетяна Білозьорова, Сергій Амелічев, Костянтин Шамін
- Консультант фільму: полковник міліції Володимир Абрамян
- Консультант зі стрілецької підготовки: шестиразовий Чемпіон України за версією IPSC Сергій Стрельцов
- Музичне оформлення: De Wolfe Music Library, Synctracks Music Library з дозволу De Wolfe Ltd., London
- Музичний редактор: Олег Онопрієнко
- Пісню «Жура» виконують Марія Хмельова (КоМаха) та гурт ЙО-Гурт (автор музики та тексту Марія Хмельова, запис здійснено CoMaha Music Studio

Виробництво ТОВ «Президент Фільм Україна» на замовлення Tansy Trading Limited, 2015, Provanic Investments Ltd., 2015.